# Пат и Станли
«Пат и Станли» (фр. Pat et Stanley, англ. Pat and Stan, нидерл. Pat en Stan) — французский мультсериал, который первоначально был частью детской развлекательной программы TFou на канале TF1. Главные герои — бегемот Пат и пёс Стан — созданы Пьером Коффэном, Жан-Жаком Бэнаму и Этьенном Пешо. Сериал разделён на 3 сезона и в общей сложности содержит 362 эпизода. В англоязычных странах сериал также известен под названием «Hippo and Dog».
В 2006 году при участии Патрика Делажа и Жака Блэда был снят 26-минутный мультфильм «Пат и Станли: Сокровище Пита и Мортимера» (Pat et Stanley: Le Trésor de Pit et Mortimer).
За пределами Франции дуэт известен благодаря короткому музыкальному ролику, в котором Пат поёт песню The Lion Sleeps Tonight.

## Телеканалы
- Франция — TF1 and TV5
- США — 4Kids Entertainment, CW4Kids
- Нидерланды — Disney XD (Former Jetix), Disney Channel
- Фландрия — Ketnet, Disney Channel
- Италия — Hiro
- Великобритания — CITV
- Швейцария — TSR
- Украина — ПЛЮСПЛЮС
- Дания — DR Ramasjang
- Норвегия — NRK
- Финляндия — YLE
- Исландия — Icelandic Broadcasting Corp
- Филиппины — Nickelodeon Asia
- Индия — Disney Channel India, Disney XD (India)
- Австралия — ABC 3
- Бразилия — Cartoon Network
- Сербия — Ултра ТВ, Мини ТВ